# Райл, Юджин
Юджин Райл (англ. Eugene Edward Ruyle; род. 16 ноября 1936, Конкорд, Калифорния) — американский антрополог и "независимый марксист". Доктор философии (1971), эмерит-профессор Университета штата Калифорния, где преподавал с 1976 года.
Окончил Калифорнийский университет в Беркли (бакалавр, 1963). В Йеле в 1965 году получил степень магистра, а в Колумбийском ун-те — доктора философии в 1971 году. Все три степени — по антропологии. В 1970—1976 гг. ассистент-профессор антропологии Виргинского университета. С 1976 года ассоциированный, с 1981 года профессор Университета штата Калифорния (California State University, Long Beach), ныне эмерит (с 2007); в 1983—1986 гг. завкафедрой антропологии. Публиковался в Current Anthropology, American Ethnologist, Human Ecology, Behavioral and Brain Sciences. Член ICSS. Своим магнум опус указывал The Human Adventure.
Анализировал его научный вклад профессор Эдуард Маркарян.
Агностик; четверо детей.
Замечал, что «в то время как антропология 19-го века была виновна в построении сложных теорий расового превосходства и неполноценности, антропология 20-го века опровергла их и лишила научной респектабельности».